# Жерар, Франсуа-Жозеф
Франсуа-Жозеф Жерар (фр. François-Joseph Gérard; 1772—1832) — французский военный деятель, дивизионный генерал (1813 год), барон (1808 год), участник революционных и наполеоновских войн.

## Биография
Начал службу в 1787 году рядовым в гусарском полку Эстерхази, после реорганизации армии в 1791 году ставший 5-м гусарским полком. 30 июня 1796 года назначен адъютантом генерала Клебера, 5 ноября был переведён в 1-й гусарский. 13 июня 1797 года стал адъютантом генерала Нея. 26 июня 1799 года возглавил эскадрон в 4-м гусарском.
29 октября 1803 года назначен заместителем командира (в звании майора) 3-го гусарского полка. В кампании 1805 года в Австрии командовал полком ввиду отсутствия полковника Лебрена, исполнявшего функции адъютанта Императора. Воевал в бригаде лёгкой кавалерии Кольбера. 7 октября 1806 года повышен в звании до полковника, и назначен командиром 2-го гусарского полка, входившего в состав лёгкой кавалерии 1-го корпуса. Принимал участие в Прусской кампании 1806 года и Польской кампании 1807 года. 3 ноября 1806 года ранен при Висмаре, сражался при Морунгене, Остероде. 17 марта 1807 года атаковал 1500 пруссаков, выходивших из Глаца, загнал их обратно в город, захватил 100 пленных и 2 орудия. Отличился при Фридланде,.
Осенью 1808 года отбыл с корпусом в Испанию. 10 марта 1809 года был произведён в бригадные генералы, отозван во Францию и в ходе Австрийской кампании 1809 года командовал бригадой в дивизии Саюка Итальянской армии Богарне, отличился в сражении при Ваграме. 1 марта 1810 года был назначен командующим департамента Тальяменто в Итальянском королевстве.
20 апреля 1811 года назначен командиром 2-й бригады лёгкой кавалерии (6-й и 25-й конно-егерские полки) Обсервационного корпуса Италии, 25 декабря бригада получила 10-й номер. Принимал участие в Русской кампании 1812 года в составе 3-й дивизии Шастеля. Отличился в сражениях при Бородино и Березине.
С 1 марта 1813 году командир 7-й бригады лёгкой кавалерии 2-й дивизии 2-го корпуса резервной кавалерии, 29 сентября возглавил кавалерию 14-го корпуса. При обороне Дрездена 11 ноября попал в плен. В мае 1814 года вернулся во Францию.
В 1824 году вышел в отставку, но после Июльской революции 1830 года вернулся к активной службе, исполнял обязанности адъютанта короля Луи-Филиппа, затем адъютанта герцога Немурского. Умер от холеры.

## Воинские звания
- Лейтенант (24 июня 1794 года);
- Капитан (5 ноября 1796 года);
- Командир эскадрона (26 июня 1799 года);
- Майор (29 октября 1803 года);
- Полковник (7 октября 1806 года);
- Бригадный генерал (10 марта 1809 года);
- Дивизионный генерал (29 сентября 1813 года).

## Титулы
- Барон Жерар и Империи (фр. baron Gérard et de l'Empire; декрет от 19 марта 1808 года, патент подтверждён 27 ноября 1808 года).

## Награды
Легионер ордена Почётного легиона (25 марта 1804 года)
 Офицер ордена Почётного легиона (14 мая 1807 года)
 Коммандан ордена Почётного легиона (30 октября 1809 года)
 Великий офицер ордена Почётного легиона (18 октября 1830 года)